# Dwars door het Hageland 2023
La Dwars door het Hageland 2021 fou la 16a edició de la Dwars door het Hageland. La cursa es disputà el 5 de juny de 2021 sobre un recorregut de 177 km. La cursa formava part de l'UCI ProSeries 2023.
La victòria fou pel noruec Rasmus Tiller (Uno-X Pro Cycling Team), que s'imposà als seus companys d'escapada Stan Van Tricht (Soudal Quick-Step) i Florian Vermeersch (Lotto Dstny).

## Equips
L'organització convidà a 15 equips a prendre part en aquesta cursa.
| WorldTeams (5)- Alpecin-Deceuninck - Cofidis - Intermarché-Circus-Wanty - Soudal Quick-Step - Arkéa-Samsic ProTeams (6)- Bolton Equities Black Spoke Pro Cycling - Israel-Premier Tech - Lotto Dstny - Team Flanders-Baloise - Team Novo Nordisk - Uno-X Pro Cycling Team Equips continentals (4)- À Bloc CT - Baloise Trek Lions - Tarteletto-Isorex - Volkerwessels Cycling Team |
| |

## Classificació final
| \| Classificació general \| Classificació general \| Classificació general \| Classificació general \| Classificació general \| \| Corredor \| Corredor \| Equip \| Temps \| \| \| --------------------- \| --------------------- \| ------------------------ \| --------------------- \| --------------------- \| \| 1r \| Rasmus Tiller \| Uno-X Pro Cycling Team \| 4h 09' 02" \| \| \| 2n \| Stan Van Tricht \| Soudal Quick-Step \| + 0" \| \| \| 3r \| Florian Vermeersch \| Lotto Dstny \| + 0" \| \| \| 4t \| Yves Lampaert \| Soudal Quick-Step \| + 10" \| \| \| 5è \| Simon Clarke \| Israel-Premier Tech \| + 10" \| \| \| 6è \| Loïc Vliegen \| Intermarché-Circus-Wanty \| + 19" \| \| \| 7è \| Søren Wærenskjold \| Uno-X Pro Cycling Team \| + 26" \| \| \| 8è \| Jenthe Biermans \| Arkéa-Samsic \| + 28" \| \| \| 9è \| Tom Van Asbroeck \| Israel-Premier Tech \| + 28" \| \| \| 10è \| Matyáš Kopecký \| Team Novo Nordisk \| + 28" \| \| |                    |                          |            |
| |                    |                          |            |
| Font: ProCyclingStats |                    |                          |            |
| Classificació general |                    |                          |            |
| Corredor | Corredor           | Equip                    | Temps      |
| 1r | Rasmus Tiller      | Uno-X Pro Cycling Team   | 4h 09' 02" |
| 2n | Stan Van Tricht    | Soudal Quick-Step        | + 0"       |
| 3r | Florian Vermeersch | Lotto Dstny              | + 0"       |
| 4t | Yves Lampaert      | Soudal Quick-Step        | + 10"      |
| 5è | Simon Clarke       | Israel-Premier Tech      | + 10"      |
| 6è | Loïc Vliegen       | Intermarché-Circus-Wanty | + 19"      |
| 7è | Søren Wærenskjold  | Uno-X Pro Cycling Team   | + 26"      |
| 8è | Jenthe Biermans    | Arkéa-Samsic             | + 28"      |
| 9è | Tom Van Asbroeck   | Israel-Premier Tech      | + 28"      |
| 10è | Matyáš Kopecký     | Team Novo Nordisk        | + 28"      |